# Camille Dalmais
Camille Dalmais (Paris, 10 de março de 1978), mais conhecida apenas como Camille, é uma cantora, compositora e eventual atriz francesa.

## Biografia
No início de 2002, após assinar contrato com a gravadora Virgin Records, Camille lançou o seu primeiro álbum, Le Sac des Filles.
Em 2004 trabalhou com Marc Collin em seu projeto Nouvelle Vague, que incorpora os estilos new wave e bossa nova. No primeiro disco da banda ela cantou as canções "To Drunk to Fuck", "In a Manner of Speaking", "The Guns of Brixton", e "Making Plans for Nigel".
Em 2005, ela lançou o álbum Le Fil, que foi produzido em colaboração com o produtor inglês MaJiKer. Este álbum incorporou um conceito de vanguarda, sendo que o seu sentido é compreendido através do seu inteiro curso. 
Em 2006, lançou o álbum Live au Trianon, gravação de show seu ao vivo, no Trianon, Paris.
Uma das músicas de Camille está na trilha sonora do filme  Ratatouille, se chama Le festin.
Em 2006, conheceu o brasileiro Marcelo Pretto, dos Barbatuques, grupo de percussão corporal, em um show em Boulogne-Billancourt. Marcelo Pretto e Fernando Barba, dos Barbatuques, participaram da gravação de várias músicas do disco Music Hole, de 2008.

### Discografia
- 2003 - Le Sac des Filles
- 2005 - Le Fil
- 2006 - Live au Trianon
- 2008 - Music Hole
- 2011 - Ilo Veyou
- 2013 - Ilo Lympia
- 2017 - OUÏ

## Prêmios e indicações

### Música
- 2005: Prix Constantin por Le Fil
- 2006: Grupo ou artista revelação do ano por Le Fil ao Victoires de la musique.
- 2006: Álbum revelação do ano por Le Fil ao Victoires de la musique
- 2006: Melhor intérprete feminina - Prêmios Globes de cristal

### Cinema
| Prêmio                       | Ano  | Categoria                     | Trabalho                  | Resultado |
| ---------------------------- | ---- | ----------------------------- | ------------------------- | --------- |
| Prêmios Globo de Ouro        | 2025 | Melhor Trilha Sonora Original | Emilia Pérez              | indicada  |
| Prêmios Globo de Ouro        | 2025 | Melhor Canção Original        | El Mal de Emilia Pérez    | Venceu    |
| Prêmios Globo de Ouro        | 2025 | Melhor Canção Original        | Mi Camino de Emilia Pérez | indicada  |
| Festival de Cinema de Cannes | 2024 | Prêmio Trilha Sonora          | Emilia Pérez              | Venceu    |
| Critics' Choice Awards       | 2025 | Melhor Trilha Sonora          | Emilia Pérez              | indicada  |
| Critics' Choice Awards       | 2025 | Melhor Canção                 | El Mal de Emilia Pérez    | Venceu    |
| Critics' Choice Awards       | 2025 | Melhor Canção                 | Mi Camino de Emilia Pérez | indicada  |
| Satellite Awards             | 2025 | Melhor Trilha Sonora          | Emilia Pérez              | Venceu    |
| Satellite Awards             | 2025 | Melhor Canção Original        | El Mal de Emilia Pérez    | indicada  |
| Satellite Awards             | 2025 | Melhor Canção Original        | Mi Camino de Emilia Pérez | Venceu    |
| Óscars                       | 2025 | Melhor Trilha Sonora          | Emilia Pérez              | indicada  |
| Óscars                       | 2025 | Melhor Canção Original        | El Mal de Emilia Pérez    | Venceu    |
| Óscars                       | 2025 | Melhor Canção Original        | Mi Camino de Emilia Pérez | indicada  |
| BAFTA                        | 2025 | Melhor Trilha Sonora          | Emilia Pérez              | indicada  |